# Sagrada Familia con san Juan Bautista niño y un jilguero
Sagrada Familia con san Juan Bautista niño y un jilguero es una pintura al óleo creada aproximadamente entre las décadas de 1730 a 1760 por un anónimo de la escuela cuzqueña en los tiempos del Virreinato del Perú. Actualmente pertenece al Museo de Arte de Lima (MALI).

## Descripción
La obra es un ejemplo del clásico arte colonial español, siendo las figuras religiosas del cristianismo occidental las preponderantes. Se desconoce el motivo para la creación de la obra, pero si se registra que fue elaborada por la escuela cuzqueña de pintura. La fuerte cristianización cultural de la ciudad del Cuzco no era algo casual, pues fue la capital del extinto Imperio incaico y cualquier atisbo de reminiscencia religiosa prehispánica podía encender los conflictos con el mundo quechua.
La pintura fue una de las primeras representaciones del marianismo en el Perú español, traído por  Bernardo Bitti en 1583, así como el uso de la técnica del arabesco.
En representación se encuentra el niño Jesús, la virgen María, José y San Juan Bautista también infantil como la Sagrada Familia. Toda la obra tiene simbolismo sobre la vida de Jesús de Nazaret:

Las uvas y manzanas sirven como una alusión a la pasión de Cristo y la consiguiente redención de la humanidad. San José está de pie detrás del Bautista, sosteniendo una vara de azucenas y presentando un jilguero a su hijo. El jilguero, un acompañamiento popular en las imágenes de la Virgen y el Niño, simboliza el alma, la resurrección, el sacrificio y la muerte de Cristo.

El fondo de la obra es marrón claro, para dar la sensación de una familia unida, la obra se inspira de otras pinturas del mismo tema de Bitti y probablemente también de Mateo Pérez de Alesio.
Las dimensiones son de 103.5 x 85 cm, y de acuerdo a información oficial del museo no se encuentra en exhibición desde aproximadamente 2015.

## Historia
Luego de la caída del Virreinato y la llegada de la República, la pintura paso a poder de diversas personalidades hasta llegar a las manos de José Antonio de Lavalle y García, quien decide donarlo al Museo de Arte de Lima (MALI).
El MALI desde 2015 mantuvo en exposición de la oba en sus interiores, aunque luego fue nuevamente guardada. Southern Perú Copper Corporation llegó a ayudar en la financiación para el mantenimiento de la pintura. así como el uso de la técnica del arabesco.